# Koninkrijk Denemarken en Noorwegen
Het koninkrijk Denemarken en Noorwegen, kortweg Denemarken-Noorwegen, was de eenheidsstaat van Denemarken en Noorwegen van 1536 tot 1814. Naast Denemarken en Noorwegen, die in personele unie onder de koning van Denemarken vielen, omvatte de staat Groenland, IJsland, de Faeröer en de Oostzee-eilanden Saaremaa en Gotland. Het hertogdom Sleeswijk-Holstein, dat geregeerd werd door de Deense koning, viel echter niet onder Denemarken-Noorwegen.
De staat werd gevormd na het uiteenvallen van de Unie van Kalmar (de verenigde koninkrijken van Denemarken, Noorwegen en Zweden) in 1523. In 1536 verklaarde Denemarken het koninkrijk Noorwegen tot een Deense provincie. De Noorse overzeese bezittingen Groenland, IJsland en de Faeröer werden Deens kroonbezit.
Denemarken was het dominante deel van de staat, die vanuit Kopenhagen geregeerd werd. In Noorwegen ging de middenklasse en elite een sterk verdeenst Noors spreken. Het Deens werd als schrijftaal gebruikt door de ambtenarij en ook kerkdiensten werden in het Deens gehouden. De Deens-Noorse spreektaal ontwikkelde zich later tot de Noorse schrijftaal Riksmål en het moderne Bokmål.
In 1814 werd Frederik VI van Denemarken door de Zweedse kroonprins (en voormalig Frans maarschalk) Karel Johan van Zweden bij de Vrede van Kiel gedwongen om Noorwegen af te staan aan Zweden. Een poging van de Noren om zichzelf onafhankelijk te verklaren werd neergeslagen door Zweedse troepen. Noorwegen werd een koninkrijk in personele unie onder de koning van Zweden, de Verenigde Koninkrijken van Zweden en Noorwegen, tot het land in 1905 de onafhankelijkheid verkreeg.